# Пайл, Глэдис
Глэ́дис Шилд Пайл (англ. Gladys Shield Pyle; 4 октября 1890, Хьюрон, Южная Дакота, США — 14 марта 1989, там же) — американский политик, государственный секретарь Южной Дакоты (1927 — 1931), сенатор США от Южной Дакоты (1938 — 1939).

## Биография

### Ранние годы
Глэдис родилась в семье Джона и Мэми Пайл, была самой младшей из их четырёх детей. Её отец работал юристом, ранее занимал пост генерального прокурора Южной Дакоты, мать была гражданской активисткой и суфражисткой. Дом, в которым они жили, был построен отцом семейства.
Джон Пайл умер в 1902 году от брюшного тифа. После его смерти семье приходилось тяжело работать, чтобы прокормиться.
Глэдис посещала Хьюронский колледж при университете, который окончила в 1911 году.

#### Преподавание
Пайл преподавала в государственных средних школах в Миллере, Вессингтоне и Гуроне с 1912 по 1920 год.

### Политическая карьера
В 1923 Глэдис стала первой женщиной, служившей в палате представителей штата. Она была членом палаты представителей Южной Дакоты с 1923 по 1927 годы. В 1927 году стала государственным секретарём Южной Дакоты, и оставалась на пост до 1931-го.
В 1930 выдвинула свою кандидатуру в губернаторы от Республиканской партии однако проиграла праймериз.

#### Сенатор США
В декабре 1936 года умер сенатор от Южной Дакоты Питер Норбек, из-за чего губернатору штата пришлось назначать на его место замену. Его выбор пал на демократа Герберта Хичкока. Хичкок проиграл праймериз своей партии на продолжение своего срока, а основные выборы выиграл республиканец Джон Гарни. Чтобы восполнить два месяца, которые не успел отслужить Хичкок, Республиканская партия избрала Глэдис Пайл временным сенатором.

### После Сената
Уйдя из Сената в январе 1939 года, Пайл вернулась к страховому бизнесу, занималась фермерством. Позже она стала членом Совета по благотворительности и исправительным учреждениям штата Южная Дакота в 1943–1957 годах и агентом по страхованию жизни на северо-западе в 1950–1986 годах.